# هماور (سرده)
هماور یا گوش خر (نام علمی: Symphytum) نام یک سرده از تیرهٔ گاوزبانیان است.